# Bodegón

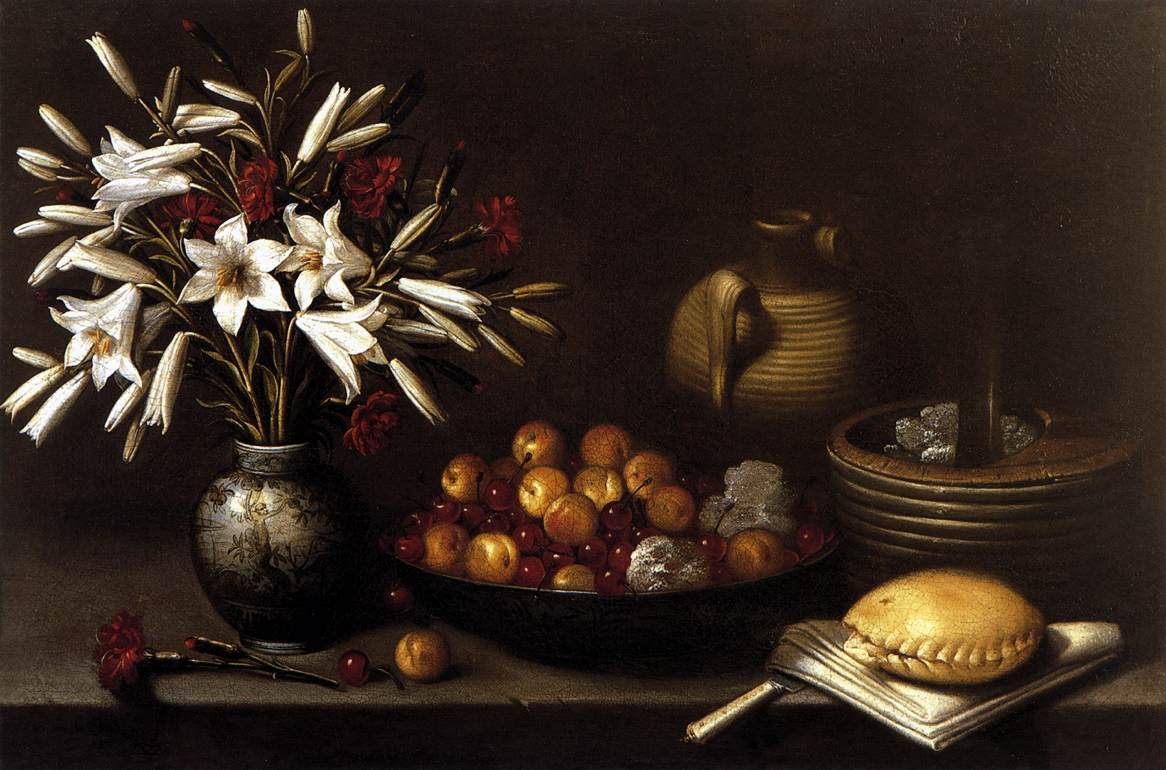
Francisco Barrera: Naturaleza muerta con flores y frutas

Bodegón is een term die gebruikt wordt in de Spaanse (Barokke) schilderkunst en is afgeleid van het woord Bodega, wijnkelder. Een bodegón is een stilleven, zoals het Stilleven met cidras, sinaasappels, kop en roos (1633) door Francisco de Zurbarán.